# Standarte (Band)
Standarte war eine deutsche Synthie-Pop- und Techno-Band aus Duisburg mit teils sehr rechtsextremen und neonazistischen Texten. Zur Entstehung der Band gibt es widersprüchliche Angaben. Nach dem Buch Nach Hitler – Radikale Rechte rüsten auf von Hans-Gerd Jaschke, Birgit Rätsch und Yury Winterberg soll die Band auf eine Initiative des damals rechtsextremen Musikverlegers Torsten Lemmer zurückgegangen sein. In einem Interview mit dem Sänger und Musiker hinter Standarte im Fanzine „Querschläger“ vom November 1990 hingegen heißt es auf die Frage, wie er zur Musik gekommen sei, dass er 1982 mit dem Spielen von Weihnachtsliedern begonnen habe und anschließend relativ schnell zur elektronischen Musik überging. Wie genau es dazu kam, wisse er selber nicht mehr. Auch geht aus dem Interview hervor, dass die Musik zum Zeitpunkt des Gespräches bisher nur an „Kameraden und Kumpels“ in Form von Kassetten verteilt wurde, woraufhin dem Musiker erst durch das Fanzine eine Verlegung angeboten wird. „Querschläger“ veröffentlichte und vertrieb die Musik 1991 nach Zustimmung daraufhin in Form von Volumes unter dem Namen White Beat (insgesamt 8 Volumes). Außerdem entwarf das Fanzine die jeweiligen Cover für die Veröffentlichungen. 
Über den Musiker und Sänger hinter Standarte ist lediglich bekannt, dass er Dirk heißt und aus Duisburg-Wedau kam. Der Name wird im Rahmen des Interviews im „Querschläger“ genannt, zudem nennt ihn der Sänger in manchen Liedern selber (bspw. „Er heißt Stefan, ich heiß' Dirk“ in Kegelcousins oder „Ich bin ein Super-Trinker und ich bin so super drauf – nur in der Kneipenwelt, da fühlt der Dirki sich zuhaus“ in Trinker sowie „10 kleine Negerlein gingen in den Wald. Da kam der kleine Dirki an und machte einen kalt“ in 10 kleine Negerlein). Auf den Duisburger Stadtteil Wedau als Herkunft wird konkret im Song Wedau eingegangen, welcher auf Volume 7 der „White Beat“-Reihe zu finden ist („Wir sind Wedauer und darauf sind wir stolz“ oder „Wedauer, das sind wir“).

## Stil
Der Musikstil wurde von Standarte selbst als „White Beat“ bezeichnet. Stilistisch handelt es sich größtenteils um Synthie-Pop, jedoch oft begleitet von rechtsextremen und gewaltverherrlichenden Texten, die unter anderem zum Töten von Ausländern auffordern. Wegen der extremen Texte wurden diverse Tonträger von der Bundesprüfstelle für jugendgefährdende Medien indiziert. Zwei Tonträger (Zehn kleine Negerlein und Deutschland den Deutschen) wurden zudem 1998 vom Amtsgericht Ulm beschlagnahmt. Fälschlicherweise wird behauptet, Standarte habe ein Lied mit dem Titel Kanakensau von einer Band namens Endsieg geremixt. Bei Endsieg handelt es sich jedoch um einen früheren Projektnamen, ehe das Projekt später endgültig in Standarte umbenannt wurde. Deutlich wird das auch durch das 1989 erschienene Demotape unter dem Namen Standarte / Endsieg, wobei die Lieder, die hier unter dem Namen Endsieg veröffentlicht wurden, auch auf späteren Veröffentlichungen von Standarte wieder zu finden sind und vom selben Sänger gesungen und produziert wurden. Das Lied, welches später oft anderen Bands – unter anderem den Zillertaler Türkenjägern und Störkraft – zugeschrieben wurde und auch unter den Namen Allibarbar [sic!] Remix und Türke, Türke bekannt ist, wurde aufgrund seines schon damaligen Erfolges ebenfalls im Interview mit „Querschläger“ thematisiert, wobei der Sänger es als eigenes Werk bezeichnet („…der Text und die Idee stamm[en] einfach nur aus meinem kranken Hirn.“). Des Weiteren wird aufgrund der vielen Gerüchte und Variationen des Titels vom Sänger klargestellt, dass der korrekte Titel des Liedes T.’s Theme from the Turky Dance (ALIBABA-REMIX ’89) lautet. Die weniger bekannte Urversion des Liedes, in der es neben Türken auch um Russen geht, findet sich neben dem später bekanntgewordenen Remix ebenfalls auf dem Standarte / Endsieg Demo sowie in einer kürzeren Version auf dem Demo 3. Produziert wurde die Musik nach eigenen Angaben mit einem Amiga 500 und einem Technics-AX-5-Keyboard.

## Diskografie
Die aufgelistete Diskografie ist aufgrund mangelnder Informationen/Quellen sowie vieler unautorisierter Veröffentlichungen unter Umständen nicht vollständig und/oder chronologisch korrekt.

### MCs
- Standarte / Endsieg - Demo Tape (1989, Demoaufnahme in Eigenproduktion)[7]
- Standarte & Pollmann - Demo (1989, Demoaufnahme in Eigenproduktion)[8]
- Demo 3 (1989, Demoaufnahme in Eigenproduktion, indiziert am 30. Juni 1994, erneut indiziert am 8. Mai 2019[9])
- DVU Tape (1989, Demoaufnahme in Eigenproduktion)[10]
- White Beat Vol. 1 (1991, Demoaufnahme in Eigenproduktion, hergestellt und vertrieben von Querschläger, indiziert am 31. März 1993[11])
- White Beat Vol. 2 (1991, Demoaufnahme in Eigenproduktion, hergestellt und vertrieben von Querschläger)
- White Beat Vol. 3 (1991, Demoaufnahme in Eigenproduktion, hergestellt und vertrieben von Querschläger)
- White Beat Vol. 4 (1991, Demoaufnahme in Eigenproduktion, hergestellt und vertrieben von Querschläger)
- White Beat Vol. 5 (1991, Demoaufnahme in Eigenproduktion, hergestellt und vertrieben von Querschläger)
- White Beat Vol. 6 (1991, Demoaufnahme in Eigenproduktion, hergestellt und vertrieben von Querschläger)
- White Beat Vol. 7 (1991, Demoaufnahme in Eigenproduktion, hergestellt und vertrieben von Querschläger)
- White Beat Vol. 8 (1991, Demoaufnahme in Eigenproduktion, hergestellt und vertrieben von Querschläger)
- Saddam (1991, Demoaufnahme in Eigenproduktion, Stahlwolf Boilenpest Demo Produktion)[12]
- Skinheads (Jahr unbekannt, Demoaufnahme bei Aryan Tape Service, indiziert am 29. April 1995)

### CDs
- White Techno Traxx Vol. I (1994, VD Publishing Corp., indiziert am 31. Oktober 1997[13])
- White Techno Traxx Vol. II (1994, VD Publishing Corp.)[14]
- Mary - Best Of (1994, VD Publishing Corp.)[15]
- Best Of  (1994, VD Publishing Corp.)[16]
- Saddam (Jahr unbekannt, CD-Version der gleichnamigen MC Veröffentlichung aus 1991, Deutscher Demo Versand)[17]
- White Beat Vol. 1 + 2 (Jahr unbekannt, CD-Version der ersten beiden White Beat MCs, remastered)[18]
- White Beat Vol. 3 + 4 (Jahr unbekannt, CD-Version der dritten und vierten White Beat MCs, remastered)[19]
- 10 kleine Negerlein - White Technobeat Vol. 1 (1995, Deutscher Demo Versand, indiziert am 30. Juli 2004, beschlagnahmt am 16. April 1998[20][21])
- Deutschland den Deutschen - White Technobeat Vol. 2 (1995, Deutscher Demo Versand, indiziert am 31. Oktober 1997, beschlagnahmt am 16. April 1998[21])
- Stimme der Nation (1998, Mjölnir Versand & Verlag)[22]
- Alibaba (1999, NS-Records, Bootleg mit falsch geschriebenem Bandnamen auf dem Cover, enthält zusätzlich fünf Live-Aufnahmen von Störkraft)[23]
- Alkoholiker (2007, Terror Records, Bootleg)
- White Techno Beat (2017, Bootleg, indiziert am 16. Januar 2018[24])
- White Techno Beat Vol. 2 (2018, Bootleg)[25]
- White Techno Beat Vol. 3 (2022, Bootleg)[26]